# Idaea bilineata
Idaea bilineata là một loài bướm đêm trong họ Geometridae.